# Precognição

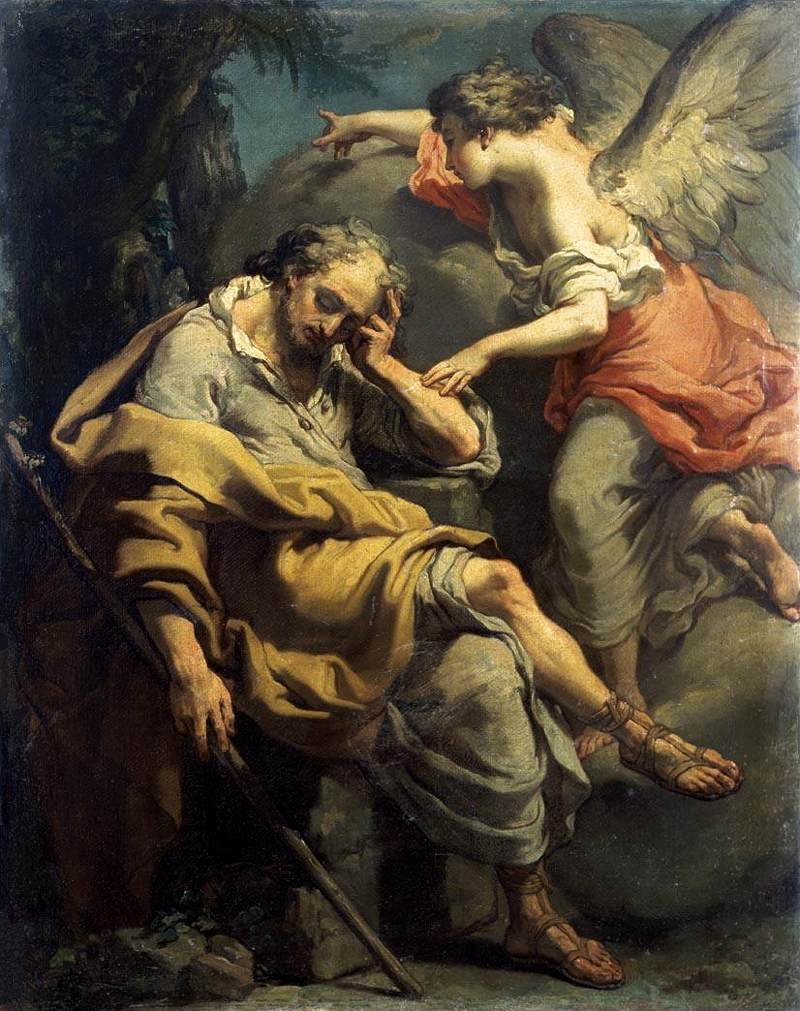
"O Sonho de José", pintura de Gaetano Gandolfi, c. 1790. De acordo com o livro de Gênesis, Deus concedeu a José a previsão através de sonhos proféticos e a capacidade de interpretar os sonhos dos outros.

Na parapsicologia, a precognição é a capacidade de conhecer os eventos futuros de forma extra-sensorial (não natural), ou é a capacidade de prever eventos que o sujeito afirma já ter sido determinada, sem causar mentalmente a ocorrência desses eventos. Assim como a telepatia e a clarividência, a precognição opera sem uso dos sentidos normais, uma forma de percepção extra-sensorial. Não é aceita pela comunidade científica, que a considera ser uma violação do princípio da causalidade, por não haver provas verossímeis de sua ocorrência, está normalmente associada a pseudociência.
Há uma longa tradição de evidências anedóticas (histórias populares) de previsão do futuro em sonhos e por meio de vários dispositivos, como a observação do voo dos pássaros ou o exame das entranhas de animais sacrificados. A precognição foi testada com indivíduos necessários para prever a ordem futura das cartas de um baralho prestes a ser embaralhado ou para prever resultados de lançamentos de dados, mas o suporte estatístico para ela tem sido geralmente menos convincente do que o de experiências em telepatia e clarividência. Não há evidências científicas aceitas de que a precognição seja um efeito real e é amplamente considerada pseudociência.  A precognição viola o princípio da causalidade, de que um efeito não pode ocorrer antes de sua causa.
Durante boa parte da história, as pessoas acreditaram na veracidade da precognição e, mesmo diante da sólida falta de evidências científicas e consenso científico contrário a sua existências, muitas pessoas insistem que seja real, ainda é amplamente divulgado e discutida e continua sendo um tópico de pesquisa e discussão na comunidade parapsicológica. Os paradoxos e seu tratamento na ficção são semelhantes aos ocorridos nas viagens no tempo.

## Fenômenos
A precognição é por vezes tratada como um exemplo do fenômeno mais amplo da capacidade de previsão, para compreender por qualquer meio o que é provável que aconteça no futuro. É diferente da premonição, que é uma sensação mais vaga de algum desastre iminente. Atividades relacionadas, como profecia preditiva e leitura da sorte, foram praticadas ao longo da história.
Os sonhos precognitivos são as ocorrências de precognição mais amplamente relatadas.  Normalmente, um sonho ou visão só pode ser identificado como precognitivo após o suposto evento ter ocorrido. Quando tal evento ocorre após um sonho, diz-se que "o senho foi quebrado".
Para além de especulações metafísicas, há a capacidade humana inata de prever situações ou cenários a partir do pensamento racional é uma habilidade fundamental que decorre da nossa capacidade de raciocinar e de utilizar o conhecimento e a lógica para antecipar eventos futuros. Esse processo envolve vários elementos, como a análise de informações passadas, pois, para fazer previsões, os seres humanos geralmente começam analisando informações passadas. Isso pode incluir experiências pessoais, observações do mundo ao nosso redor, dados históricos e informações disponíveis.
Uma das habilidades cognitivas essenciais para a previsão é a capacidade de identificar padrões. Os seres humanos são naturalmente bons em encontrar repetições e correlações em dados e eventos. Ao reconhecer esses padrões, podemos fazer inferências sobre o que provavelmente acontecerá no futuro com base no que aconteceu no passado. O pensamento racional envolve a aplicação de princípios lógicos e racionais para chegar a conclusões. Isso significa que avaliamos as evidências disponíveis, aplicamos regras lógicas, eliminamos opções improváveis e chegamos a conclusões que são consistentes com as informações e a lógica.
Com base na análise de informações passadas, identificação de padrões e aplicação da lógica, os seres humanos podem projetar diferentes cenários futuros. Isso envolve imaginar uma variedade de resultados possíveis com base nas informações disponíveis. As previsões muitas vezes incluem uma avaliação dos riscos e incertezas associados a cada cenário projetado. Reconhecemos que o futuro é incerto e que nossas previsões podem não ser completamente precisas. Com base nas previsões e na avaliação de riscos, os seres humanos tomam decisões. Essas decisões podem ser destinadas a se preparar para eventos futuros, a evitar ou mitigar riscos, ou a aproveitar oportunidades.
À medida que o tempo passa e novas informações se tornam disponíveis, os seres humanos revisam e ajustam suas previsões. A capacidade de aprendizado contínuo é fundamental para aprimorar a precisão das previsões ao longo do tempo. É importante notar que a capacidade de previsão varia entre as pessoas e depende da qualidade das informações disponíveis, da experiência individual e do grau de sofisticação do raciocínio. Além disso, as previsões nunca são garantias absolutas, uma vez que o futuro é afetado por uma série de fatores imprevisíveis. No entanto, a habilidade de prever cenários futuros com base no pensamento racional é uma parte fundamental do funcionamento humano e tem sido crucial para a nossa sobrevivência e sucesso como espécie.

## Experimentos
A capacidade de precognição foi testada em vários indivíduos ditos sensitivos que se submeteram a testes controlados por laboratórios independentes. Um desses indivíduos foi  o inglês Malcolm Bessent (1944-1997).
No primeiro estudo, os alvos das experiências consistindo de estímulos multissensoriais eram criados com base numa palavra chave selecionada aleatoriamente no livro de Calvin Springer Hall e Robert L. Van de Castle, The Content Analysis of Dreams,  que possui um conteúdo de itens específicos e frequências de relatos de 500 sonhos masculinos. O alvo do episódio era gerado e apresentado a Bessent após o seu despertar pela manhã. Correspondências entre as transcrições dos sonhos para cada uma das oito noites e dos oito episódios alvo foram avaliadas numa base cega por três árbitros independentes que não tiveram outro contato no estudo. Pelo acaso,  esperar-se-ia apenas uma avaliação correta da correspondência de pares pelos árbitros, mas a média das avaliações foi de cinco pares alvo-transcrição corretos, um resultado estatisticamente significante.
O segundo estudo de sonhos precognitivos  também envolveu oito sessões de sonhos precognitivos. O procedimento diferia do primeiro nos seguintes aspectos:
1. Os alvos eram pré-definidos em episódios áudio-visuais envolvendo slides tematicamente relacionados e efeitos de som (por exemplo, slides de pássaros acompanhados do som do canto dos pássaros);
2. Um complexo procedimento de aleatorização foi usado para selecionar um ponto de entrada numa tabela de números aleatórios para determinar o episódio alvo;
3. O alvo que serviu como influência precognitiva nos sonhos de Bessent em noites numeradas ímpares também serviu como influência pré-sono nas noites subsequentes numeradas pares, permitindo a comparação de influências sensoriais pré-sono e precognitivas no conteúdo do sonho de Bessent;
4. O alvo foi selecionado e apresentado para Bessent aproximadamente 24 horas depois de iniciada a sessão precognitiva.

O procedimento de avaliação foi similar ao utilizado no primeiro estudo. A média da avaliação dos árbitros para as noites precognitivas foi novamente superior ao acaso atingindo um resultado significante com cinco acertos. Interessantemente, os resultados das sessões pré-sono estavam no esperado pelo acaso.
Num terceiro experimento de precognição envolvendo um gerador de números aleatórios binário, Bessent tentou predizer qual das duas lâmpadas coloridas acenderia após ele apertar o botão associado com a sua escolha. O RNG automaticamente registrava o número de acertos em cada série de 16 provas num contador digital. Em 15.360 provas, Bessent obteve um índice de sucesso estatisticamente significante de 51.2%.
Além dos estudos precognitivos, Bessent foi o percipiente de dois estudos envolvendo PES contemporânea ("tempo real"). Estes incluem um estudo de sonhos em tempo real a longa distância e um estudo de leituras "psíquicas". No estudo de 1973 de Krippner et al., Bessent, dormindo no Laboratório de Sonhos do Maimonides, tentou sonhar com slides selecionados aleatoriamente que eram projetados ao público em um concerto de grupo de rock chamado "The Grateful Dead", realizado por um período de seis noites em Port Chester, NY, a aproximadamente 45 milhas do Laboratório Maimonides. Os resultados foram estatisticamente significantes, com quatro de seis sessões obtendo acertos diretos. No estudo de Stanford e Palmer, Bessent tentou fornecer leituras "psíquicas" para 20 pessoas alvo ausentes cujas amostras de cabelo foram usadas como objetos símbolo. Avaliações cegas das leituras pretendidas para cada uma das pessoas alvo foram comparadas com a média das avaliações das leituras pretendidas para três outras pessoas alvo. Embora um interessante achado post hoc relacionado à freqüência alfa do EEG tenha sido encontrado, o índice de sucesso total de Bessent não foi significativo.
Em um sexto estudo, Malcolm Bessent completou mil testes em um experimento feito com o auxílio de um computador comparando os modos de alvo precognição em tempo real. Um gerador de números aleatórios (RNG) eletrônico baseado em diodo serviu como a fonte do alvo. O modo de alvo era aleatoriamente selecionado no início de cada série de 10 testes e era desconhecido a Bessent até o término de cada série. A tarefa de Bessent era identificar o alvo verdadeiro de uma amostra de 4 imagens de "cartas" ilustradas apresentadas em um exibidor de gráficos de computador.
Baseado na história de pesquisa antecedente de Bessent, duas hipóteses foram testadas:
1. Bessent mostraria um índice de acerto estatisticamente significativo no modo de alvo precognitivo;
2. Seu desempenho precognitivo seria estatisticamente superior ao seu desempenho em alvos de tempo real.

O tamanho da amostra das séries, métodos de análise, e critérios de significância foram todos especificados com antecedência. Ambas as hipóteses foram confirmadas. O índice de sucesso de Bessent no modo de alvo precognitivo foi 30.4 % (n = 490; p =.0039) Isto está bem acima do índice de 25% esperado pelo acaso sobre um intervalo de confiança de 95%, o que dá aproximadamente 27.2% como limite mais baixo. O desempenho em tempo real não excedeu o esperado pelo acaso (25.9% acertos, n = 510, p =.34). A diferença entre os modos de tempo real e precognitivo foi significativa (p =.045). Análises exploratórias sugerem que o desempenho estava relacionado ao modo de resposta e latência: acertos significativos ocorreram quando as respostas de Bessent estavam baseadas em impressões cognitivas, mas não quando estavam baseadas em sentimentos ou adivinhações, e ele foi mais acurado em testes nos quais levou mais tempo para dar sua resposta.
Extensos testes de aleatoriedade documentaram a adequação do RNG. Os testes incluíram séries de certificação do RNG globais testando a distribuição uniforme dos valores de byte do RNG (n = 6 x 106 bytes) e vieses seqüenciais (n = 8 x 106 bits), bem como os testes da seqüência alvo presente. Um controle de checagem cruzada empírico, advogado pelo crítico Ray Hyman, no qual as respostas de Bessent para uma série foram deliberadamente não coincidentes contra alvos pretendidos para uma outra série, também forneceu resultados próximos ao esperado pelo acaso.
Várias hipóteses rivais incluindo pistas sensoriais, aleatorização defeituosa, erros no tratamento dos dados, viés de seleção dos dados, análise múltipla, e fraude foram discutidas e consideradas inadequadas. Esse foi o quarto experimento de precognição com Bessent, cada um envolvendo uma metodologia diferente e cada um obtendo um resultado estatisticamente significante. O resultado combinado é altamente significativo (z = 5.47, p = 2.26 x 10-8). Concluiu-se que os resultados fornecem evidência para comunicações anômalas envolvendo precognição não inferencial.

## Recepção científica
As alegações de precognição estão, como quaisquer outras reivindicações, abertas à crítica científica. No entanto, a natureza da crítica deve adaptar-se à natureza da reclamação.

### Pseudociência
As alegações de precognição são criticadas por três motivos principais:
- Não existe nenhum mecanismo científico conhecido que permita a precognição. Quebra a causalidade temporal, na medida em que o evento preconcebido causa um efeito no sujeito antes do próprio evento.
- O grande conjunto de trabalhos experimentais não produziu nenhuma evidência científica aceita de que a precognição exista.
- O grande conjunto de evidências anedóticas pode ser explicado por mecanismos psicológicos alternativos.[4]

Consequentemente, a precognição é amplamente considerada pseudociência.

### Violação de causalidade
A precognição violaria o princípio da antecedente (causalidade); isto é, que um efeito não acontece antes de sua causa.  As informações que retrocedem no tempo (retrocausalidade) precisariam ser transportadas por partículas físicas fazendo o mesmo. Evidências experimentais da física de altas energias sugerem que isso não pode acontecer. Portanto, não há justificativa direta para a precognição a partir de uma abordagem baseada na física.
A precognição, portanto, também contradiz "a maior parte da literatura sobre neurociência e psicologia, desde eletrofisiologia e neuroimagem até efeitos temporais encontrados na pesquisa psicofísica".

### Falta de evidências
Muitas evidências da precognição foram apresentadas, tanto como histórias com testemunhas quanto como resultados experimentais, mas nenhuma foi aceita como prova científica rigorosa do fenômeno. Mesmo as evidências mais proeminentes foram repetidamente rejeitadas devido a erros nesses experimentos, bem como a estudos subsequentes que contradizem as evidências originais. Isto sugere que a evidência não era válida inicialmente.

### Explicações alternativas
Vários processos psicológicos conhecidos foram apresentados para explicar experiências de aparente precognição. Esses incluem:
- Coincidência, onde casos aparentes de precognição surgem de fato da lei dos grandes números.[30]
- Profecia autorrealizável e atuação inconsciente, onde as pessoas inconscientemente provocam eventos que imaginaram anteriormente.[31]
- Percepção inconsciente, onde as pessoas inferem inconscientemente, a partir de dados que aprenderam inconscientemente, que um determinado evento provavelmente acontecerá em um determinado contexto. Quando o evento ocorre, o conhecimento anterior parece ter sido adquirido sem a ajuda de canais de informação reconhecidos.[31]
- Retrofitting, que envolve a falsa interpretação de um registro passado de um sonho ou visão, a fim de combiná-lo com um evento recente. O retrofit fornece uma explicação para a suposta precisão das vagas previsões de Nostradamus. Por exemplo, consta nas Centúrias (quadra I:60) "Um governante nascido perto da Itália (...), Ele é menos um príncipe do que um açougueiro." A frase "perto da Itália" pode ser interpretada como abrangendo uma área geográfica muito ampla, embora Nostradamus não forneça detalhes sobre a época em que este governante viverá. Devido a esta imprecisão e à flexibilidade de adaptação, esta quadra foi interpretada por alguns como uma referência a Napoleão, mas por outros como uma referência ao Sacro Imperador Romano Fernando II, e por outros ainda como uma referência a Hitler.[32]
- Falsas memórias, como Identificação de paramnésia e Vieses cognitivos, onde a memória de um evento precognitivo inexistente é formada após o evento real ter ocorrido.[33]  Quando os participantes de um experimento de sonho foram solicitados a escrever seus sonhos em um diário, isso pode evitar efeitos seletivos de memória, de modo que os sonhos não pareçam mais precisos sobre o futuro.[4]
- Déjà vu, onde as pessoas experimentam uma falsa sensação de que um evento idêntico ocorreu anteriormente. Alguns autores recentes sugeriram que déjà vu e identificação de paramnésia são a mesma coisa.[34]  Esta visão não é universalmente defendida, com outros tratando-os como fenômenos distintos.[35]

Explicações psicológicas também foram propostas para a crença na precognição. Psicólogos conduziram experimentos que afirmam mostrar que as pessoas que sentem perda de controle em suas vidas passarão a acreditar na precognição, porque isso lhes dá a sensação de recuperar o controle.